# Ришар (издательство)
Издательство «Ришар» (конец 1890-х гг.) — петербургское издательство, выпускавшее практически все категории открытых писем: оригинальных и репродуктивных открыток, фотопортретов артистов петербургских театров, типов, городских видов, интерьеров Императорского Эрмитажа и большой серии, посвящённой событиям Русско-японской войны.

## История издательства
Коллекционер Пьерпаоло Вики предположил, что основателем издательства «Ришар» был петербургский немец Рихард Лютерман. Сначала появились открытки с инициалами «R. L.» (Рихард Лютерман) или «R. L. P.» (Рихард Лютерман, Петербург), потом с именем Рихарда (Ришара) Лютермана (Люттерманна), а затем фирма получила официальное название «Richard», которое впоследствии было русифицировано. Наиболее вероятной версией французского звучания названия издательства является то, что Р. Р. Лютерман владел фабрикой и складом именно французских цветов и зелени. Фирма сотрудничала с типографией Р. Голике и А. Вильборг.
Точное время начала выпуска открытых писем пока не установлено. Предположительно это произошло в конце 1890-х гг.
Из ранних изданий можно отметить юбилейную серию видовых открыток, приуроченную к двухсотлетию Санкт-Петербурга в 1903 г. Тогда же издатель обратился к выпуску чёрно-белых бромосеребряных открыток с картин Русского музея. Аналогичные открытки выпускались с картин Третьяковской галереи в Москве.
Цветные художественные открытки начали выходить не позднее 1906 г.
Была выпущена серия из тридцати открытых писем в художественном конверте А. Ф. Афанасьева к сказке П. П. Ершова «Конёк-Горбунок». К ранним изданиям относятся и первые шесть номерных открыток Е. М. Бём.
На открытках выпускались репродукции картин как иностранных художников, так и русских, таких как С. С. Соломко, Л. Ф. Лагорио, В. П. Овсянникова, Н. Н. Каразина, Ф. В. Сычкова, Л. М. Эндауровой (сестры Е. М. Бём), Ф. Ф. Клименко, Р. А. Бергольца и др. Особо следует выделить серию с рисунками карикатуриста В. В. Каррика к русским народным песням, выпуск серии открыток «Загадок» И. Я. Билибина, серия зарисовок Н. И. Кравченко, посетившего Маньчжурию с целью написания картин из истории Русско-китайской 1901—1902 гг. Издавались открытки с портретами членов императорской семьи.
Начавшаяся Первая мировая война повлияла на судьбу издательства. С объявлением войны Либерман, как немецкий подданный, был выслан из Петрограда. Новым владельцем фирмы становится А. А. Кон. Последними изданными фирмой «Ришар» открытками была серия с картин художника Г. О. Калмыкова.